# Brothers in Arms (série de jogos)
Brothers in Arms é uma série de jogos eletrônicos de tiro tático desenvolvidos pela Gearbox Software e publicados pela Ubisoft e Gameloft para várias plataformas, composta por dez jogos individuais. A série principal consiste nos jogos de tiro em primeira pessoa Brothers in Arms: Road to Hill 30 (2005), Brothers in Arms: Earned in Blood (2005) e Brothers in Arms: Hell's Highway (2008). Foi lançado principalmente para plataformas Microsoft Windows e MacOS, bem como consoles de sexta e sétima geração e alguns dispositivos móveis.

## Jogabilidade
O enredo tem como pano de fundo a libertação da Europa Ocidental durante a Segunda Guerra Mundial, que narra fatos reais ocorridos com o 502º Regimento de Infantaria Paraquedista (502º PIR) da 101.ª Divisão Aerotransportada dos Estados Unidos, que participaram dos principais eventos da guerra como a Operação Overlord e a Operação Market Garden. A jogabilidade dos três jogos principais consiste na mecânica de suprimir fogo no inimigo e flanquear.

## Jogos publicados

### Brothers in Arms: Road to Hill 30(2005)
Desenvolvido usando Unreal Engine 2, Brothers in Arms: Road to Hill 30 foi o primeiro jogo da Gearbox após uma série de expansões e portes para outros jogos, como a série Half-Life. Recebeu críticas altamente positivas dos críticos devido a sua imersão e precisão histórica.

### Brothers in Arms: Earned in Blood(2005)
A segunda parcela da série, lançada cerca de sete meses depois de Road to Hill 30. Assim como o primeiro jogo, Brothers in Arms: Earned in Blood funciona como uma expansão da história do jogo anterior. Recebeu críticas positivas, enquanto a versão para PlayStation 2 recebeu críticas de média a positivas.

### Brothers in Arms: D-Day(2006)
Jogo de tiro em primeira pessoa desenvolvido exclusivamente para PlayStation Portable.

### Brothers in Arms DS(2007)
Brothers in Arms DS é um jogo eletrônico de tiro em terceira pessoa desenvolvido pela Gearbox Software e publicado pela Ubisoft para o Nintendo DS.

### Brothers in Arms: Hell's Highway(2008)
É o terceiro e último título principal da série até o momento. Foi feito utilizando o Unreal Engine 3, desenvolvido para PC, Xbox 360 e PlayStation 3. Brothers in Arms: Hell's Highway é a continuação da história dos três principais jogos anteriores. Também recebeu críticas positivas dos jogadores e da crítica.

### Brothers in Arms: Art of War(2008)
Brothers in Arms: Art of War é um jogo desenvolvido e publicado pela Gameloft, é principalmente um jogo de tiro de cima para baixo, apresentando 13 missões em três campanhas, incluindo a Operação Market Garden.

### Brothers in Arms(2008)
Brothers in Arms é um jogo desenvolvido e publicado pela Gameloft para o serviço de jogos móveis N-Gage e é uma versão de Brothers in Arms DS. O jogo é um jogo de tiro em terceira pessoa totalmente em 3D.

### Brothers in Arms: Double Time(2008)
Brothers in Arms: Double Time é uma compilação para as plataformas Wii e MacOS dos dois primeiros jogos da série; Brothers in Arms: Road to Hill 30 e Brothers in Arms: Earned in Blood. Foi desenvolvido pela Gearbox Software e publicado pela Ubisoft.

### Brothers in Arms: Hour of Heroes(2008)
Hour of Heroes foi o primeiro jogo da série lançado para dispositivos móveis iOS, foi publicado pela Gameloft em 2008.

### Brothers in Arms 2: Global Front(2010)
Brothers in Arms 2: Global Front é um jogo de tiro em primeira pessoa desenvolvido e publicado pela Gameloft para iOS e Android em 2010 com os eventos do jogo ocorrendo na Segunda Guerra Mundial.

### Brothers in Arms 3: Sons of War(2014)
Brothers in Arms 3: Sons of War é um jogo de tiro em terceira pessoa desenvolvido pela Gameloft em parceria com a Gearbox Software e publicado pela Gameloft para iOS, Android e Windows Phone.

### Brothers in Arms: Furious 4(cancelado)
Originalmente planejado para fazer parte da série, tornou-se uma propriedade intelectual separada após feedback negativo dos fãs. Foi cancelado em julho de 2015 e muitos elementos foram introduzidos no Battleborn da Gearbox.

### Brothers in Arms: Win The War Pinball(2023)
Uma adaptação virtual de pinball baseada na série Brothers in Arms está sendo desenvolvida pela Zen Studios como uma das três mesas de pinball baseadas em jogos desenvolvidos pela Gearbox Studios, programada para aparecer em uma reinicialização do Pinball FX que será lançado pela primeira vez no PlayStation 4, PlayStation 5, Xbox One e Xbox Series X/S em fevereiro de 2023. 

## Série de televisão
A Gearbox anunciou em abril de 2020 que a série Brothers in Arms estava sendo desenvolvida em um programa de televisão. Scott Rosenbaum será o showrunner, com Randy Pitchford da Gearbox, Jean-Julien Baronnet, CEO da Ubisoft Pictures, Richard Whelan e Sean Haran como produtores. A primeira temporada está planejada para ser desenvolvida em torno do Exercício Tiger, um exercício de treinamento desastroso durante a Segunda Guerra Mundial.